# Leucania badia
Leucania badia är en fjärilsart som beskrevs av J. Peter Maassen 1890. Leucania badia ingår i släktet Leucania och familjen nattflyn. Inga underarter finns listade i Catalogue of Life.